# Girolamo Cassar
Girolamo (Ġlormu) Cassar (Vittoriosa, 1520 – 1592) è stato un architetto e ingegnere maltese.

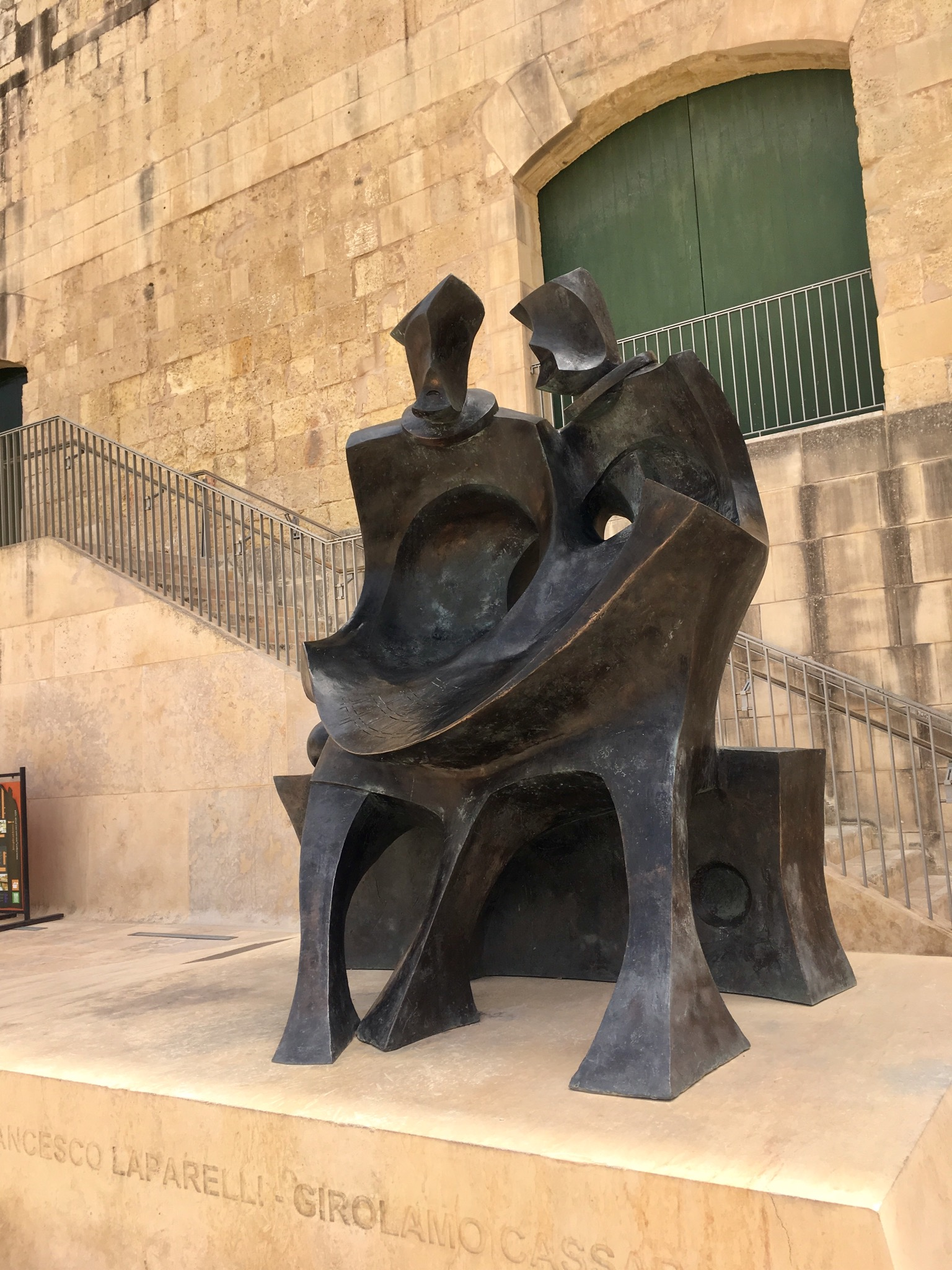
Monumento a Girolamo Cassar e Francesco Laparelli, a La Valletta

Era l'ingegnere residente dell'Ordine di San Giovanni e fu ammesso nell'Ordine nel 1569. Partecipò alla costruzione de La Valletta, inizialmente come assistente di Francesco Laparelli, prima di assumere personalmente il progetto. Ha progettato molti edifici pubblici, religiosi e privati nella nuova capitale, tra cui la concattedrale di San Giovanni, il Palazzo del Gran Maestro e gli auberges dei Cavalieri.

## Biografia

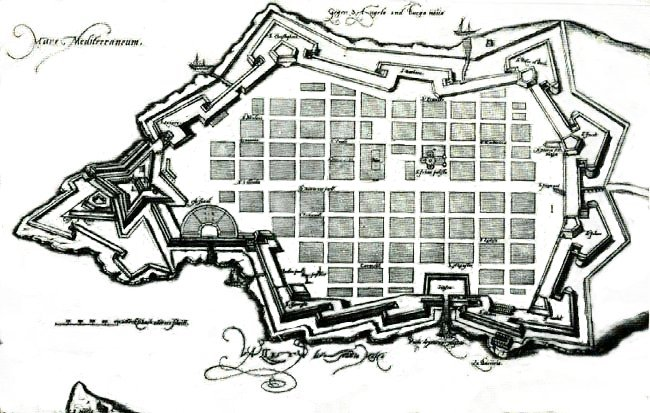
Mappa de La Valletta nel 1580, la cui costruzione venne continuata da Girolamo Cassar

La data di nascita di Cassar non è nota, ma si ritiene che sia nato intorno al 1520 a Birgu o Gudja, da una famiglia di origine siciliana che viveva nelle isole maltesi dal 1440 circa.
Cassar era inizialmente un capomastro, allievo di Evangelista Menga, l'ingegnere residente dell'Ordine di San Giovanni. Lavorò come ingegnere militare durante la Battaglia di Djerba nel 1560 e il Grande assedio del 1565. Durante quest'ultimo, ha lavorato alla riparazione di fortificazioni danneggiate dagli assalti ottomani, a volte con grande rischio personale.
Nel 1566, l'Ordine decise di costruire una nuova capitale-fortezza, La Valletta, e Cassar divenne l'assistente di Francesco Laparelli, l'ingegnere militare italiano che era stato inviato per progettare le fortificazioni della città e la sua pianta a scacchiera. In quel periodo inventò anche diverse macchine da guerra.
Quando si trattò di costruire la città e tutti i suoi edifici sacri e civili, l'Ordine gli affidò il compito. Dal momento che però, fino ad allora, era stato un architetto prettamente militare, chiese ed ottenne di essere inviato in Italia per studiare le architetture cittadine. Il 22 aprile 1569, Cassar fu accolto come membro dell'Ordine in riconoscimento dei suoi meriti come architetto e ingegnere. A questo punto, il Gran Maestro gli rilasciò un passaporto e il 23 aprile 1569 Cassar partì da Malta alla volta dell'Italia, trascorrendo il resto dell'anno in tournée in città italiane, tra cui Napoli, Roma e Lucca, tornando verso la fine dell'anno. Acquisì così familiarità con lo stile manierista, che utilizzò in molti dei suoi edifici successivi.

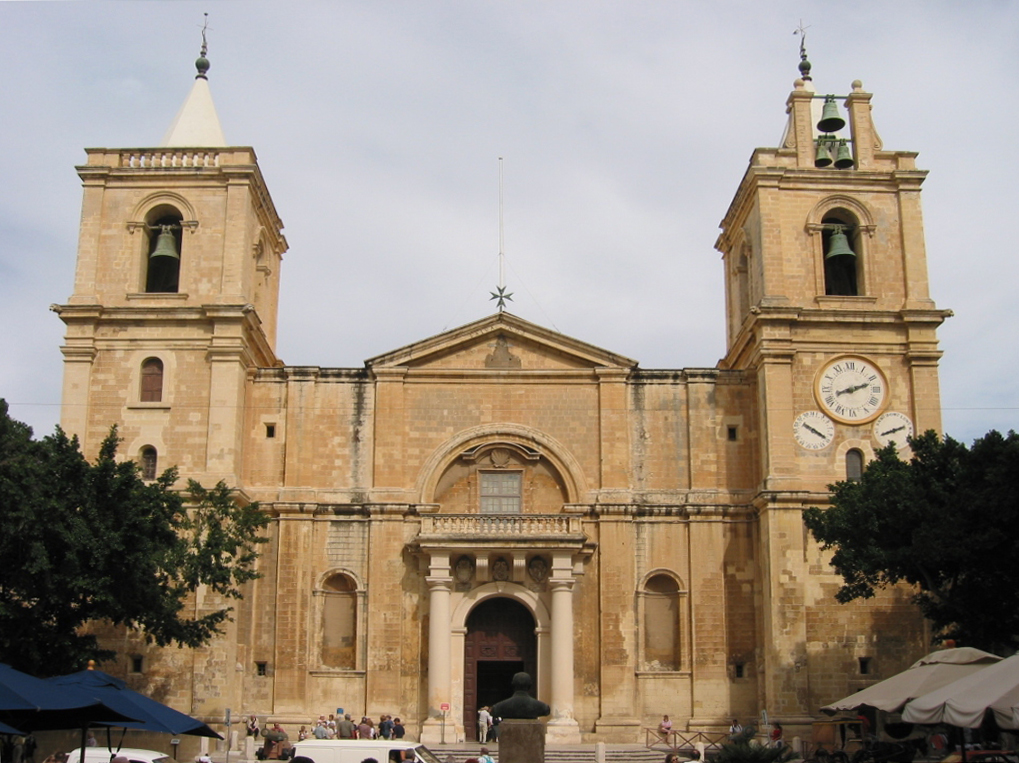
La Concattedrale di San Giovanni

Al suo ritorno a Malta verso la fine del 1569, i lavori alle fortificazioni di La Valletta erano quasi completati e Cassar prese in mano il progetto dopo la partenza di Laparelli. Divenne anche architetto e ingegnere residente dell'Ordine, progettando molti edifici pubblici, religiosi e privati tra cui il Palazzo del Gran Maestro, i sette auberge originali e la chiesa conventuale (ora nota come concattedrale di San Giovanni). Cassar progettò anche alcuni edifici fuori dalla capitale, in particolare il Palazzo Verdala a Buskett. Anche il progetto originale della Sacra Infermeria è attribuito a lui.

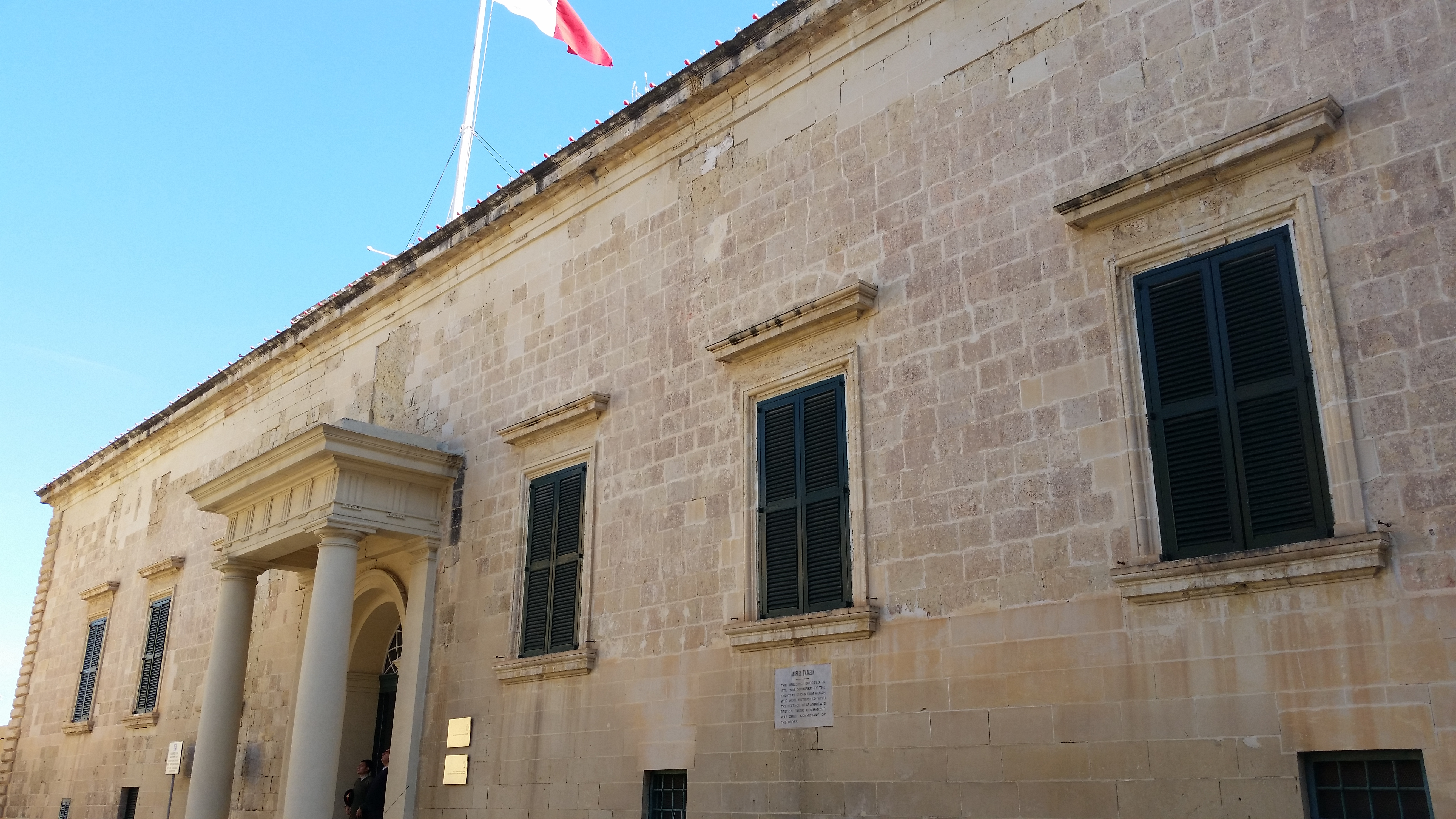
Auberge d'Aragon, l'unico auberge che conserva ancora la pianta originale di Cassar, con un portico del XIX secolo come unica aggiunta

La data e le circostanze della morte di Cassar non sono registrate ma si ritiene che sia morto intorno al 1592 a La Valletta. Fu sepolto nella chiesa di Porto Salvo nella stessa città.

## Vita privata
Girolamo Cassar aveva due fratelli, di nome Andreas e Ians. Sposò sua moglie Mathia (Mattea) nei primi anni del 1560, dopo di che ebbero cinque figli:
- Vittorio Cassar, probabilmente il figlio primogenito, l'erede preferito e principale. Divenne anch'egli architetto e succedette a suo padre come ingegnere residente dell'Ordine;[5]
- Gabriele Cassar, che fu anche al servizio dell'Ordine;[6]
- Marietitina Cassar, che ha sposato Natale Ricza;
- Battistina Cassar, che sposò Antonio Habela;
- Caterinella Cassar, che sposò Ambrogio Pace.

La famiglia Cassar era sufficientemente ricca e avevano almeno due schiavi. Vivevano in una casa situata tra l'odierna via St. Ursula e via Melita (già Strada Pia) alla Valletta.

Cassar ebbe anche un altro figlio, Gio Domenico, da una relazione extra-matrimoniale, che si assicurò non ereditasse nulla dal testamento, giustificandosi ironicamente scrivendo che tale figlio era disobbediente.

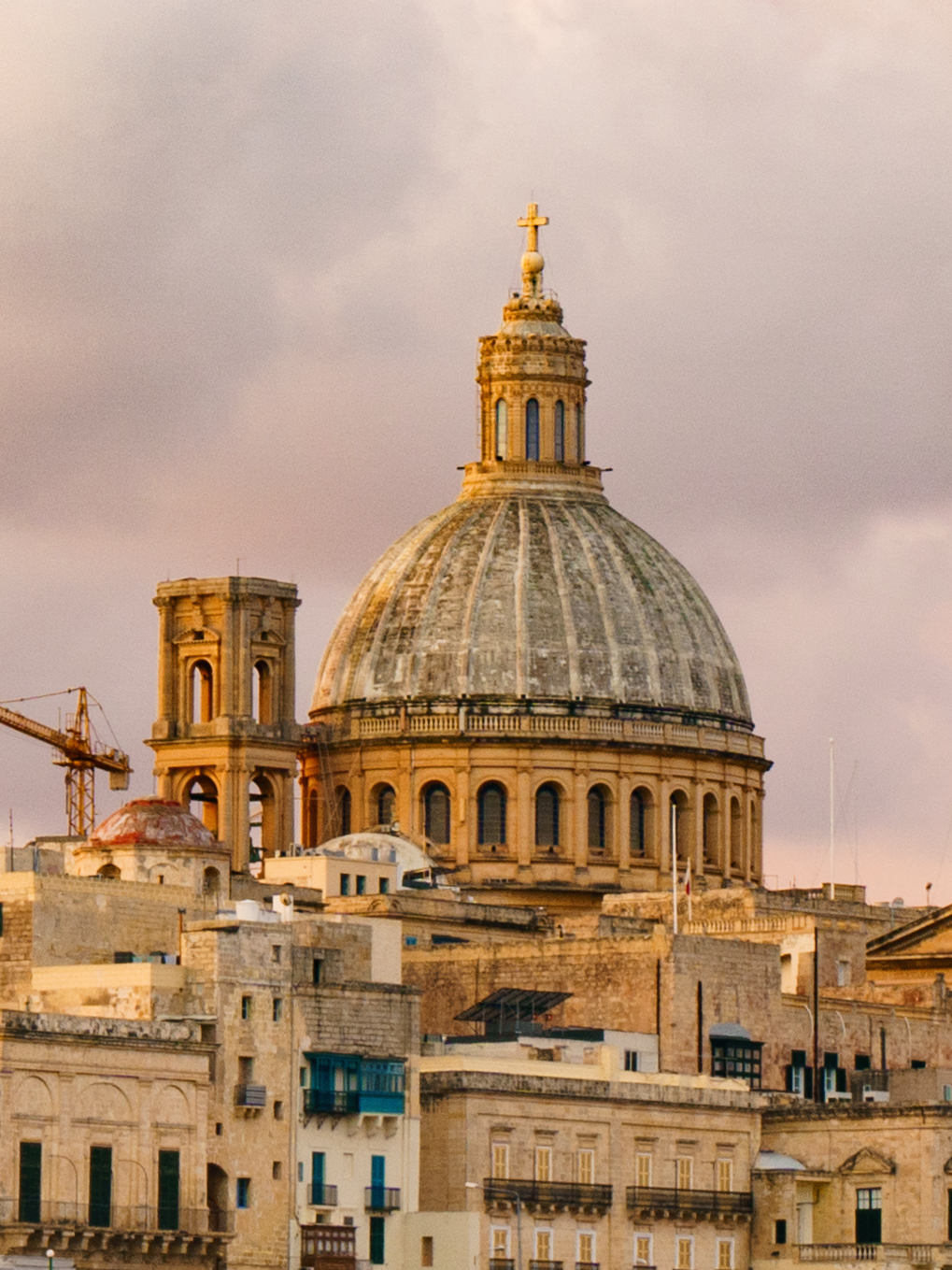
Cupola della Chiesa della Nostra Signora del Carmelo

## Memoria
Molti degli edifici di Cassar furono modificati o demoliti tra il XVII e il XX secolo e pochissimi edifici conservano ancora il suo progetto originale. L'unico auberge a La Valletta che conserva la facciata di Cassar è l'Auberge d'Aragon, con l'unica aggiunta di un portico alla porta principale nel XIX secolo. Altri edifici che conservano il progetto esterno di Cassar includono la concattedrale di San Giovanni a La Valletta e la Chiesa di San Marco a Rabat, sebbene i loro interni siano stati modificati nel tempo.
Dopo l'indipendenza di Malta nel 1964, la strada che portava da Floriana a Castille Square a La Valletta fu ribattezzata da Duke of York Avenue a Triq Girolamo Cassar.

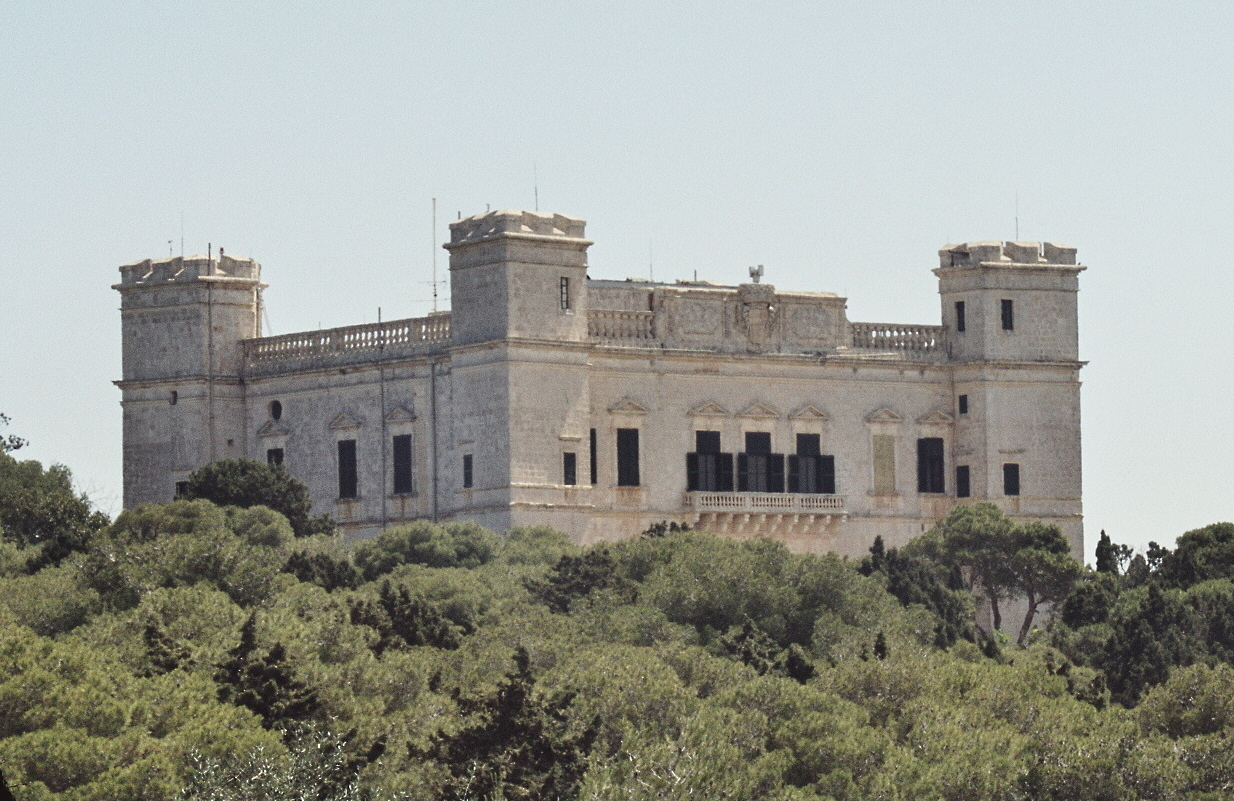
Il Palazzo Verdala

## Edifici attribuiti a Cassar

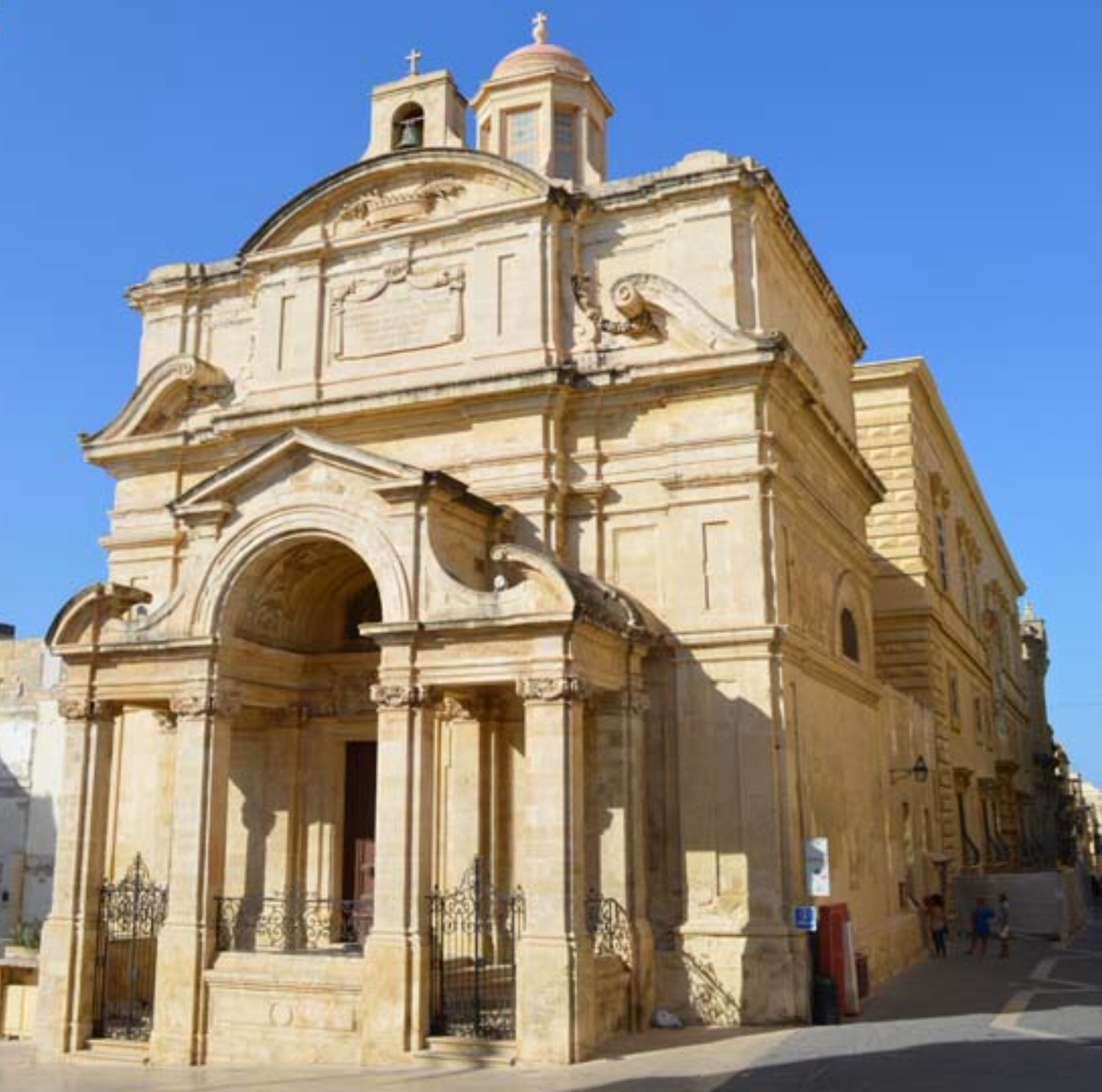
La Chiesa di Santa Caterina d'Alessandria

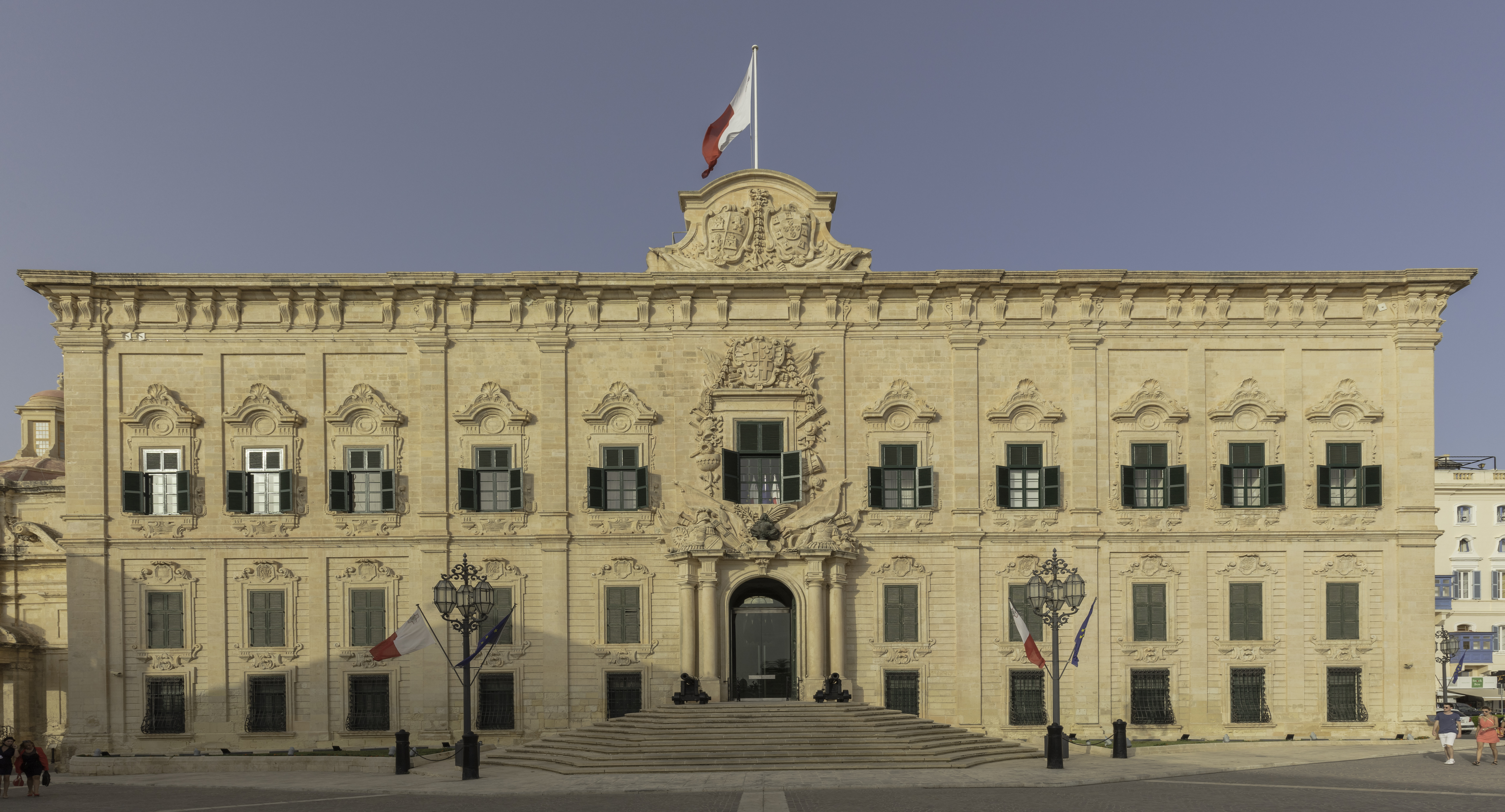
L'Albergo di Castiglia

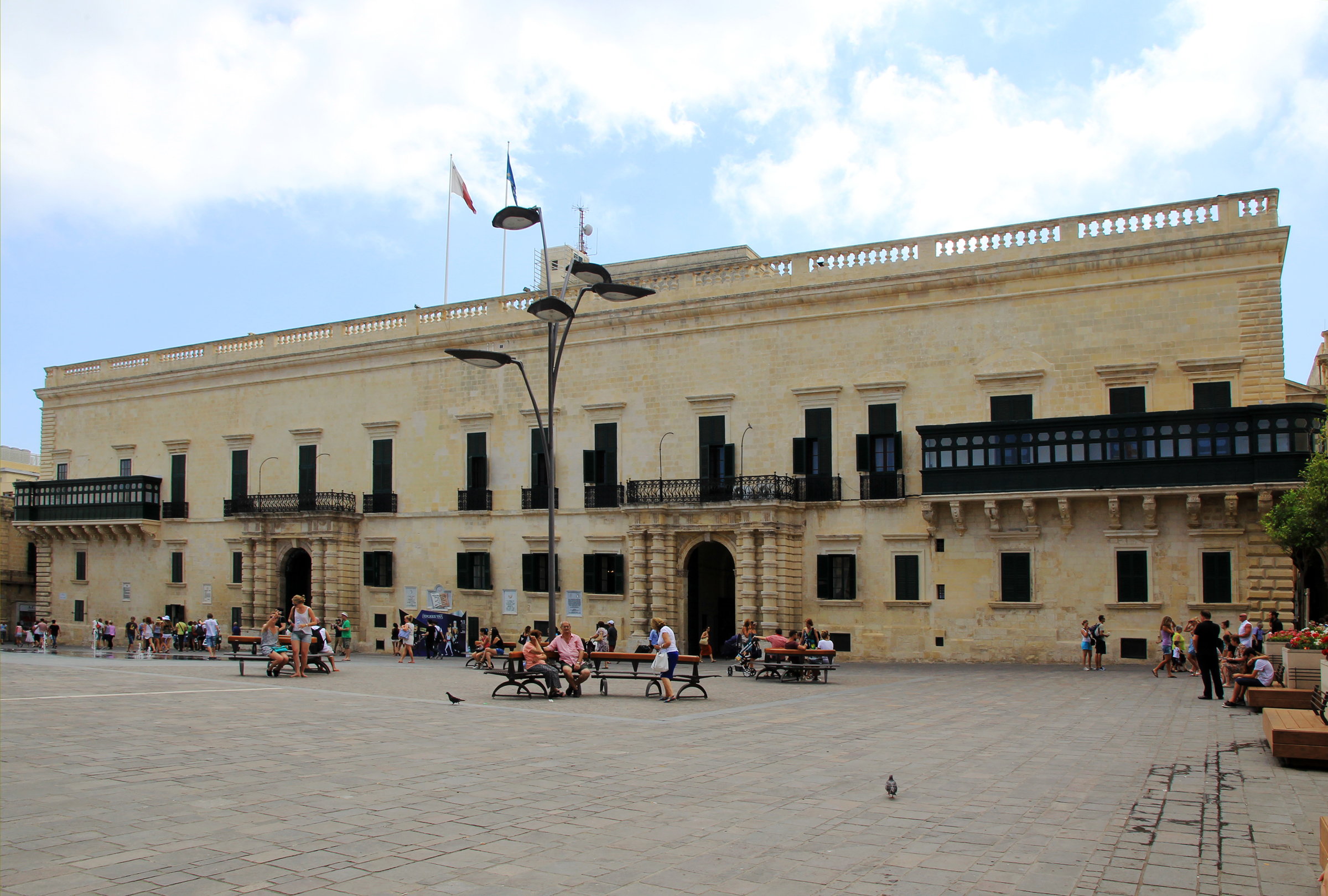
Il Palazzo del Gran Maestro

Di seguito è riportato un elenco di edifici noti per essere stati progettati da Girolamo Cassar o a lui attribuiti:
La Valletta
- Fortificazioni della Valletta (1566 in poi; con Francesco Laparelli)
- Chiesa della Madonna della Vittoria (1566-1567)
- Casa di Fra Eustachio del Monte (1569)
- Primo Auberge de France (ca.1570)
- Primo Auberge d'Italie (1570-1571)
- Auberge d'Aragon (1571)
- Auberge d'Allemagne (1571-75)
- Auberge d'Auvergne (ca. 1571-1583)
- Auberge de Provence (1571-75)
- Chiesa di San Domenico (1571)
- Chiesa e convento dell'Ordine di Sant'Agostino (1572-1575);[10]
- Chiesa di Santa Lucia, già di San Francesco di Paola, e convento dell'Ordine dei frati predicatori di San Domenico di Guzmán (1571);[11]
- Chiesa di Santa Maria di Gesù e convento dell'Ordine dei frati minori osservanti (1571-1575);[12]
- Concattedrale di San Giovanni (1573-1577);[13][14][15]
- Chiesa di Nostra Signora del Carmelo del convento dell'Ordine carmelitano (1573-1575);[16]
- Auberge de Castille (1573-1574);
- Secondo Auberge d'Italie (1574-1579);
- Palazzo del Gran Maestro (1570 - 1580);
- Sacra Infermeria (1574);
- Chiesa di Santa Caterina d'Alessandria (1576);[17]
- Monastero di Santa Caterina (1576);
- Convento dei Carmelitani (1576);
- Chiesa collegiata di San Paolo naufrago (1577-82);[18]
- Forni (ca. 1584);
- Secondo Auberge de France (ca. 1588);
- Chiesa e convento dell'Ordine dei frati minori cappuccini (1588);[19]
- Cappella del Soccorso a Forte Sant'Elmo;
- Mulini a vento.

Altrove a Malta
- Ricostruzione di Vittoriosa e Senglea (1560);
- Chiesa di Sant'Agostino a Rabat (1571);
- Chiesa di San Marco a Rabat (1588);[20]
- Chiostro dei Cappuccini a Rabat (1580);
- Palazzo Verdala a Rabat (1588);
- Antico convento di Sant'Agostino, Rabat (1588);
- Antico convento di San Francesco, Rabat (1588);
- Convento dei Cappuccini, Floriana (1586).